# Vangueriella
Vangueriella  es un género con 19 especies de plantas con flores perteneciente a la familia de las rubiáceas.
Es nativo de las regiones tropicales de África.

## Especies seleccionadas
- Vangueriella campylacantha (Mildbr.) Verdc. (1987).
- Vangueriella chlorantha (K.Schum.) Verdc. (1987).
- Vangueriella discolor (Benth.) Verdc. (1987).